# 格奥尔基·波波维奇
格奥尔基·波波维奇（羅馬尼亞語：Gheorghe Popovici，1938年5月4日—），罗马尼亚男子摔跤运动员。他曾代表罗马尼亚参加世界摔跤锦标赛，获得一枚铜牌。他也曾参加1960年和1964年夏季奥林匹克运动会。